# Acered
Acered ist ein spanischer Ort und eine Gemeinde (municipio) mit nur noch 141 Einwohnern (Stand: 2024) im Süden der Provinz Saragossa in der Autonomen Gemeinschaft Aragonien. Die Gemeinde gehört zur bevölkerungsarmen Serranía Celtibérica.

## Lage und Klima
Acered liegt ca. 115 km (Fahrtstrecke) südwestlich der Provinzhauptstadt Saragossa in einer Höhe von ca. 835 m. Durch den Ort führt der Camino del Cid.

## Bevölkerungsentwicklung
| Jahr      | 1970 | 1981 | 1991 | 2001 | 2011 | 2021 |
| Einwohner | 480  | 417  | 325  |      | 198  | 140  |

## Sehenswürdigkeiten
- Kirche Mariä Himmelfahrt (Iglesia de la Asunción)
- Marienkapelle (Ermita de Nuestra Señora de Semón)

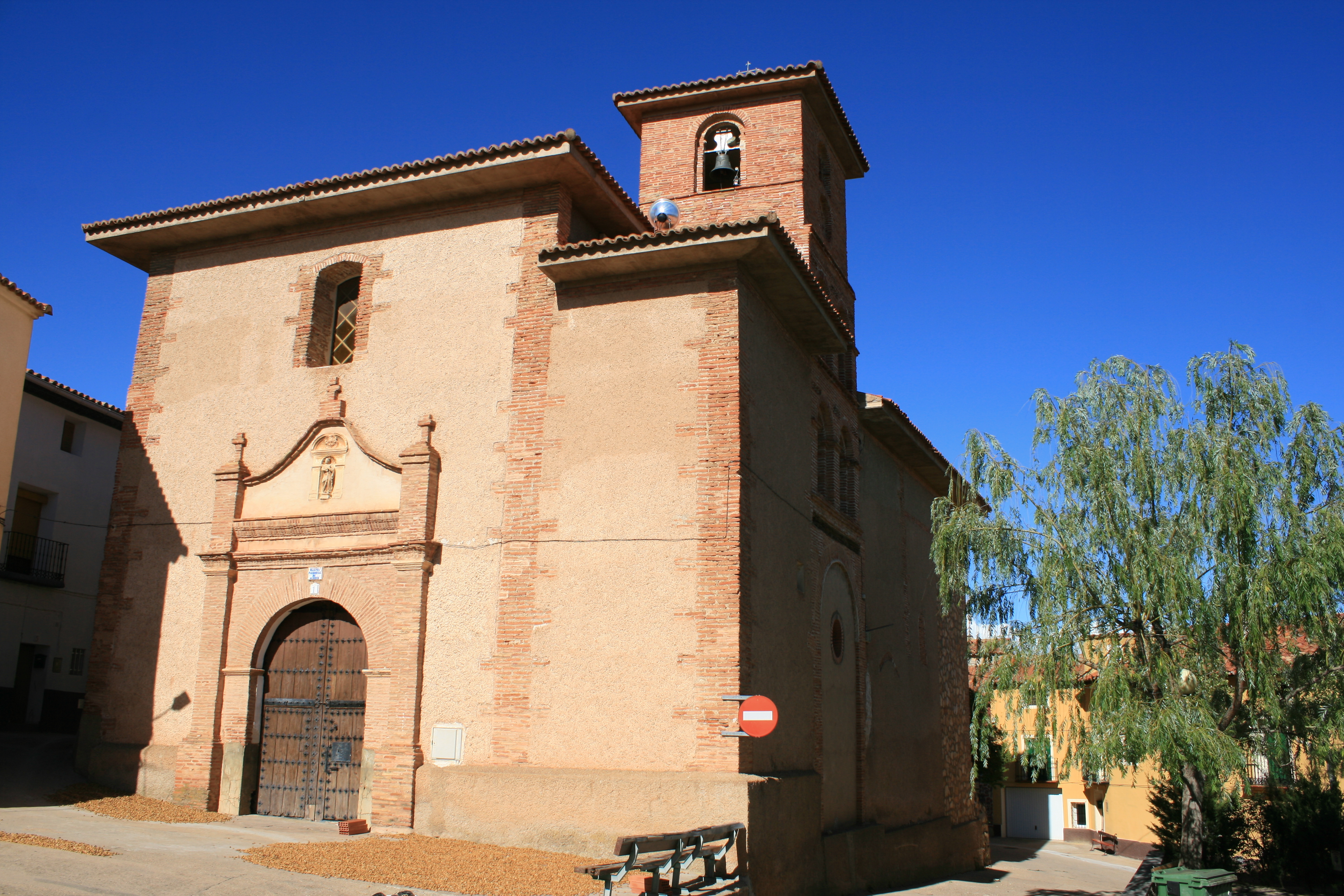
Kirche Mariä Himmelfahrt
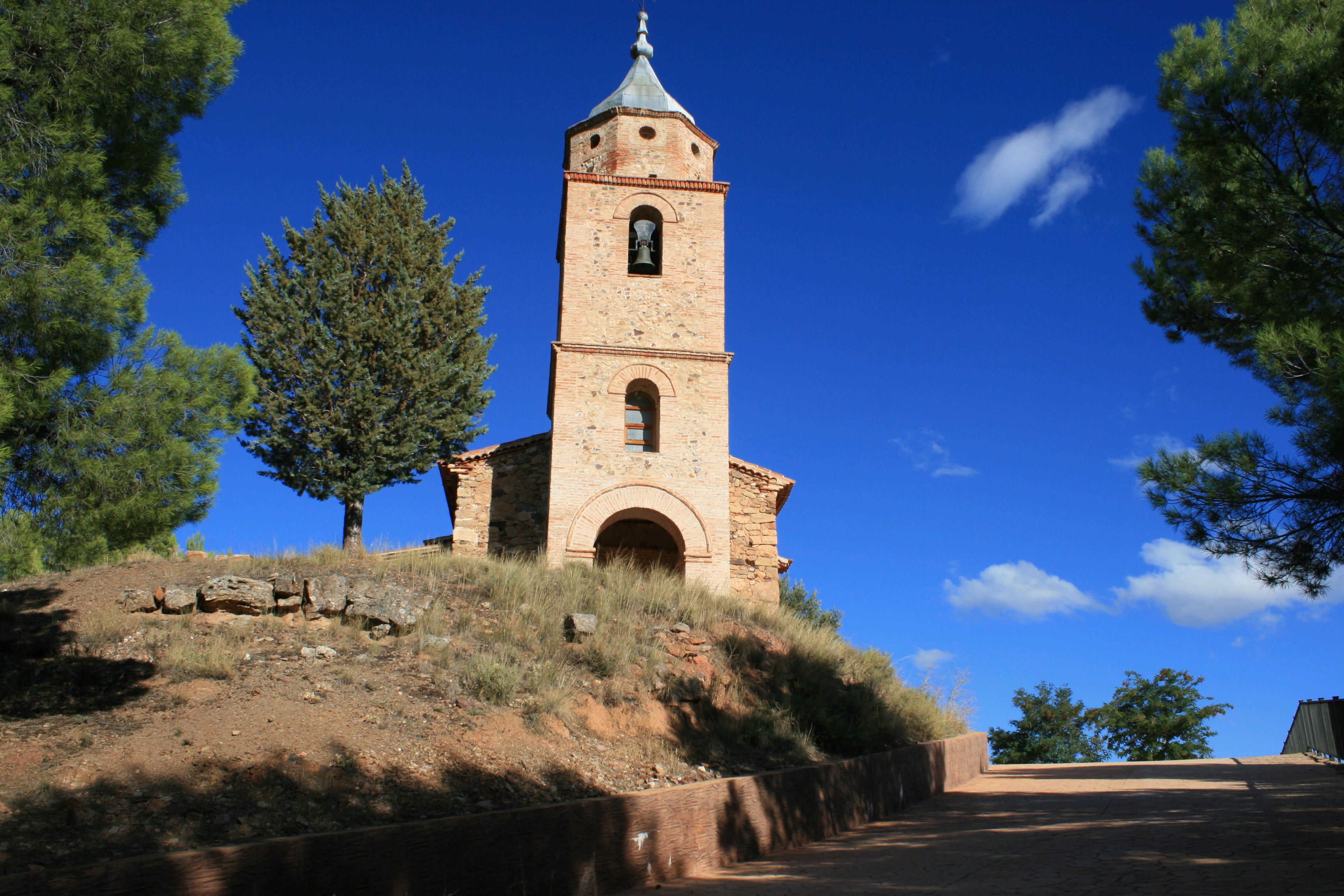
Marienkapelle